# Mosquée Agha Nour
La Mosquée Agha Nour est une mosquée historique située à Ispahan, en Iran. Elle fut fondée dans l'époque d'Abbas Ier, mais elle fut complétée à l'époque de Safi Ier. Pour cette raison, les noms de deux rois sont mentionnés sur l'épigraphe au-dessus du portail de la mosquée. La mosquée fut construite sous surveillance de Mohammad Esfahani, qui fut un des plus riches hommes à Ispahan. Le shabestan de cette mosquée est un des plus beaux à Ispahan.